# Кадыр-Али-бек
Кадыр-Али-бек, Кадыргали Жалаири (середина XVI — начало XVII вв.; тат. Кадыргали Ялаер, Кадыйргали бәк, قاضىٛرغلى بەک‎) — татарский летописец, хронист, политический деятель, живший в XVI веке. Придворный Сибирского и Касимовского ханов, визирь Касимовского ханства.
Происходит из племени джалаир. Служил сибирскому хану Кучуму. По некоторым сведениям, в 1570—1580 годах Кадыр Али-бек был карачибеком в Сибирском ханстве. Был принят на службу касимовским ханом Ураз-Мухаммедом.
В 1602 году написал на тюрки исторический трактат «Джами ат-таварих» («Сборник летописей»), содержащий сокращенный вариант одноимённого труда Рашид ад-Дина и оригинальную часть из нескольких дастанов. Хроника даёт местную татарско-ногайскую версию событий в Дешт-и-Кипчаке в XV—XVI веках.

## Биография
Ни в каких других исторических источниках, кроме его труда, информации о Кадыр-Али-беке не встречается. Только в начале и конце своего сочинения автор даёт о себе некоторые сведения. В конце казанского списка сочинения автор называет свое имя: Qādir ‘Alī biy и указывает имя своего отца как Ḫošum и отдельно указывает на свою генеалогию:

 Qādir ʻAlī biy ... bin Ḫošum biy bin Temčik {her dü} Bahādur Baranči bin Edim Šayïq Mīrzā, bin aġasï Qïrač biy. Anïŋ nesli Šeyḫ Ṣūfī biy ėrür, bin Qobay bin Qanbar Mīrzā bin Aytavulï biy Ayt-baġa biy erür. Cedd Čėŋgiz ḫān zamānïda Sartaq noyan ėrür

и связывает свой род с нойоном Сартаком, жившим во времена Чингизхана.
Кадыр-Али-бек в последней части своего сочинения под заголовком Dāstān-i Oraz Muḥammed ḫān, описывая престол Ураз Мухаммеда, воссевшего в 1600 году на престол Касимовского ханства, представляет себя как визиря, чьё имя упоминается первым. На этой же странице Кадыр-Али-бек повествует, что наряду с тем, что является автором данных летописей, он долгое время состоял в услужении родителям Ураз Мухаммеда и принадлежит племени Джалаир, обладающего гребнёвым клеймом.
Также он пишет, что его предки «были известны среди узбеков». Д. М. Исхаков и З. А. Тычинских пишут, что этот термин мог означать как кочевых узбеков, так и казахов, поскольку в то время между ними не было чёткой границы. При этом они считают, что в Кадыр-Али-беке «не обязательно видеть представителя именно казахского племени Джалаир», а клана джалаир Кадыр-Али-бека относят к Шибанидам и Сибирскому ханству, а не к Казахскому ханству. И. М. Миргалеев, напротив, считает, что Кадыр-Али-бек связан с казахскими либо с кыргызскими Джалаирами.
В 2022 году в Казани был издан перевод с тюрки «Джами ат-таварих», сделанный Рысбеком Алимовым, который до этого обнаружил и ввёл в научный оборот два неизвестных ранее «лондонских» списка, которые хранятся в отделе тюркских рукописей Британской библиотеки в Лондоне.
По мнению Алимова, отсутствие какой-либо информации о Кадыр-Али-беке неизбежно породило у исследователей различные предположения и даже спекуляции на эту тему. В 1972 году М. А. Усманов в книге «Татарские исторические источники XVII—XVIII вв» сделал предположение, что Кадыр-Али-бек и мурза-карачу, думный хана Кучума, затем Сейид Ахмеда (Сейдяк) и приближенный Ураз Мухаммеда есть одно и то же лицо. Однако, ни в одном из исторических источников сведений, подтверждающих или хотя бы подразумевающих или намекающих на идентичность Кадыр-Али-бека и сибирского мурзы-карачу, не встречается.
На основании утверждения Усманова сформировалась распространенная среди исследователей версия биографии Кадыр-Али-бека, которая состоит в следующем. Кадыр-Али-бек служил сначала Сибирскому хану Кучуму, потом его преемнику Сейид Ахмеду и, наконец, касимовскому хану Ураз Мухаммеду. Также был главою суверенного родо-племенного объеденения (карачин улус) в Сибири. В 1587 году он вместе с Сейид Ахмедом и Ураз Мухаммедом был захвачен в тобольской крепости воеводой Даниилом Чулковым и впоследствии отправлен в Москву. Вместе с назначенным царем Борисом Годуновым ханом касимовского ханства Ураз Мухаммедом, Кадыр-Али-бек прибыл в Касимов в качестве главного визиря и до конца своей жизни прожил здесь. Этой версии придерживаются Исхаков и Тычинских. Противниками выступают А. В. Беляков и Алимов.
Используя сочетание того, что Кадыр-Али-бек называется своих предков «узбеками», а думного хана Кучума в Есиповской летописи называют «татарином», Исхаков и Тычинских предполагают, что Кадыр-Али-бек мог считать себя золотоордынским «узбеко-татарином».
По мнению Белякова, роль Кадыр-Али-бека при Ураз-Мухаммеде могла ограничиваться лишь аталычеством, поскольку он находился в услужении ещё у его отца Ондан-султана.
М. А. Усманов считал, что утверждение Кадыр-Али-бека о том, что он служил предкам Ураз-Мухаммеда является "очередной фальсификацией" автора. Спасая утверждение Кадыр-Али-бека Усманов предполагает, что автор имеет ввиду чингизидов вообще. Например Кучума, который был чингизидом.

## Джами ат-таварих
В 1602 году Кадыр-Али-беком, когда он находился в Касимове, была написана книга «Джами ат-таварих» на языке тюрки. Историк Лилия Байбулатова предполагает, что Кадыр-Али-бек был не автором, а переписчиком данного произведения, а само произведение написано чуть ранее 1602 года.
«Джами ат-таварих» не был известен до начала XIX века, когда он был передан Ибрагимом Хальфиным в библиотеку Казанского университета. После рядом исследователей были найдены и другие списки этого произведения. Оригинальное название сочинения Кадыр-Али-бека неизвестно, а название «Джами ат-таварих» является лишь калькой с оригинального сочинения Рашит ад-Дина, использовать которое предложил востоковед И. Н. Березин.
«Джами ат-таварих» композиционно состоит из трех частей:
1. «Вступление» — хвала царю Борису Федоровичу Годунову, сюзерену Касимовского ханства.
2. Сокращённый перевод «Джами ат-таварих» Рашид ад-Дина с персидского языка
3. Оригинальная часть, состоящая из девяти дастанов, которые посвящены ханам Золотой Орды и темнику Идегею[19].

Целью данного сочинения, как указывает сам автор в конце, является воздать должное Борису Годунову и рассказать о благосклонном отношении к Ураз-Мухаммеду со стороны русского царя. Восхваление Бориса Годунова описывается на пяти страницах, при этом внимание Ураз-Мухаммеду уделяется лишь в небольшом абзаце. Существует версия, что заказчиком «Джами ат-таварих» мог выступать и сам Ураз-Мухаммед, для того, чтобы утвердить свою легитимность на престоле как потомок Чингизхана.

## Память
- В Казахстане Кадыр-Али-бек рассматривается как родоначальник казахской историографии[26].
- В Астане есть улица Кадыргали Жалайыри, названная в честь Кадыр-Али-бека.
- В Талдыкоргане установлен памятник Кадыр Али-беку[27].
- В 2023 года в Казани прошла международная научная конференция «Взгляд из Касимовского ханства. Кадыр Али-бек: историческая память о тюрко-татарской истории», в рамках которой устроили презентацию академического издания «Джами ат-таварих»[28].